# Robert Young (homme politique, 1834-1904)
Pour les articles homonymes, voir Robert Young et Young.
Robert Young, né le 11 novembre 1834 à Tracadie et mort le 3 février 1904 à Caraquet, est un homme d'affaires, fonctionnaire et homme politique canadien.

## Biographie
Né le 11 novembre 1834 à Tracadie, au Nouveau-Brunswick, Robert est le fils aîné de James Young et d’Ann Ferguson. Il fait ses études primaires à Chatham.
En 1851, il se rend à Caraquet pour gérer une succursale de l'entreprise de pêche de son père, la James Young and Sons. La compagnie devient l'une des plus importantes exportatrices de poisson dans la baie des Chaleurs. Elle fait la mise en conserve de poisson, particulièrement de maquereau, de homard et de bleuets. À la mort de son père, en 1866, il prend les rênes de la compagnie et développe le secteur de la conserverie de homard, industrie alors en plein essor. En 1882, il possède une conserverie à homard à Caraquet et une autre à Black Point au Petit-Shippagan.
Le 23 décembre 1857, il épouse à Tignish, à l'Île-du-Prince-Édouard, Sarah Hubbard et ils ont trois fils et quatre filles.
Robert Young appartient à la classe dirigeante anglophone du comté de Gloucester. En 1861, il se fait élire à l'Assemblée législative du Nouveau-Brunswick comme libéral dans Gloucester. Il fait partie de plusieurs comités, souvent à titre de président. 
Young est réélu en 1865 puis en 1866. Il siège à l'Assemblée jusqu'en septembre 1867, moment où il est appelé au Conseil législatif. En 1872, le gouvernement de George Edwin King le nomme au Conseil exécutif, dont il assume la présidence.
La carrière de Robert Young est surtout marquée par son implication dans l'affaire Louis Mailloux.
Young meurt d'une maladie cardiaque à sa résidence de Caraquet le 3 février 1904, à l’âge de 69 ans. Il est inhumé au cimetière presbytérien de l’endroit.